# La tratta delle bianche
La tratta delle bianche è un film italiano del 1952 diretto da Luigi Comencini.
Segnò l'esordio cinematografico di Enrico Maria Salerno e di Ettore Manni.

## Trama
A Genova, tra i sottoproletari che vivono ai margini della legge, Machedi organizza traffici di donne, da sfruttare o da spedire non si sa dove. 
Una di queste è Alda, che grazie a Carlo cerca di sottrarsi al giro. Allora Machedi coinvolge Carlo in un furto e poi lo denuncia. Il giovane finisce in prigione e Alda cerca di trovargli i soldi per l'avvocato, partecipando a una maratona di ballo organizzata dallo stesso Machedi, che per adescare le ragazze promette premi e visite di registi e produttori.
Dopo molti giorni di ballo, Alda, ormai sfinita e accortasi nel frattempo di essere incinta, decide di ritirarsi. Chiede a Machedi di darle i premi in denaro che ha guadagnato fino a quel momento, ma l'uomo rifiuta e la spinge violentemente a terra: Alda così si sente male e viene portata in ospedale, dove abortisce spontaneamente. 
Intanto Carlo riesce a evadere con quattro amici, le cui donne sono state ugualmente coinvolte nel losco traffico. Ritrova in ospedale Alda, che gli muore fra le braccia, e insieme con gli altri va a riprendersi le donne, già stipate su un camion che le sta portando a imbarcarsi per una fantomatica "America".
Carlo e gli amici catturano Machedi e i suoi compari e - insieme con gli abitanti della borgata di baracche da cui provengono molte delle ragazze - li sottopongono a una sorta di processo al termine del quale viene emessa una sentenza di impiccagione. 
La polizia interviene un attimo prima dell'esecuzione e porta tutti in galera.

## Produzione
Il film è una commistione tra due filoni cinematografici molto popolari tra il pubblico italiano nei primi anni cinquanta: il melodramma sentimentale strappalacrime (in seguito ribattezzato dalla critica con il termine neorealismo d'appendice) e il poliziesco, sulla falsariga della precedente pellicola di Comencini, Persiane chiuse; a differenza di quest'ultimo film, qui la lancetta pende maggiormente verso il poliziesco anziché sul feuilleton.

## Distribuzione
Il film venne distribuito soltanto nelle sale cinematografiche italiane, a partire dal 25 settembre del 1952.

## Accoglienza

### Critica
Il critico Gian Piero Brunetta scrisse che: "Ne La tratta delle bianche, o in Persiane chiuse, l’influenza del film noir, della letteratura poliziesca americana, si nota sia per quanto riguarda la costruzione dell’intreccio con la discesa nel mondo della malavita, vero e proprio viaggio infernale, sia soprattutto nell’ambientazione complessiva delle vicende. L’aspetto notturno, gli incubi dei protagonisti, le immagini della delinquenza sono raccontati con una scelta comune di riferimento al cinema americano".
Ciò non impedisce che lo stesso cinema americano attingerà a questo film di Luigi Comencini, per quanto riguarda l’episodio portante del racconto, nel film Non si uccidono così anche i cavalli? di Sydney Pollack.